# Lenka Janistinová
 (mai 2014).
Si vous disposez d'ouvrages ou d'articles de référence ou si vous connaissez des sites web de qualité traitant du thème abordé ici, merci de compléter l'article en donnant les références utiles à sa vérifiabilité et en les liant à la section « Notes et références ».
Lenka Janistinová, née le 9 juillet 1983 à Brno, est une modèle tchèque.

## Biographie
En tant que mannequin de charme, elle a posé pour Penthouse (édition américaine) en mai 2007 et pour Playboy (édition tchèque) en juillet 2007, puis dans Esquire (édition tchèque) en janvier 2008.